# Dragones: destino de fuego
Dragones: destino de fuego es una película de animación peruana de 2006 dirigida por Eduardo Schuldt. Es la segunda producción cinematográfica en CGI, basada en la obra de Hernán Garrido-Lecca, después del éxito conseguido de Piratas en el Callao. Está producida por Ana María Roca Rey-y animados y distribuido por Alpamayo Entertainment y TV Azteca. Se estrenó en varios países, incluido Argentina.
Contó con la participación de Gian Marco, quien cedió su voz para el personaje principal.

## Sinopsis
Cuenta la historia de John John, un pequeño dragón púrpura que fue adoptado por una familia de cóndores que vivía en una isla del lago Titicaca. A pesar de que sus padres lo criaban como un hijo más, el pequeño John John sabía en el fondo que no era un cóndor. En su adolescencia, él descubrirá una verdad que lo cambiaría para siempre, pero que lo confundiría aún más. Atormentando por saber quien es, John John emprende un viaje donde encuentra su verdadera identidad y donde encuentra su destino. En el curso del viaje descubre, también, sentimientos como el cariño y el amor por la naturaleza, y reafirma otros como el respeto, entrega y confraternidad.